# Вербик, Тоня
Тоня Вербик (англ. Tonya Verbeek; род. 14 августа 1977 года, Гримсби, Канада) — канадская женщина-борец, трёхкратный призёр Олимпийских игр (2004, 2008, 2012), трёхкратный призёр чемпионатов мира.

## Карьера

### Олимпийские игры 2004 года
На Олимпийских играх 2004 года в полуфинале победила шведку Иду-Терес Карлсон, но в финале со счетом 0-6 проиграла представительнице Японии Саори Ёсиде.

### Олимпийские игры 2008 года
На Олимпийских играх 2008 года в полуфинале проиграла представительнице Японии Саори Ёсиде. В схватке за бронзу победила шведку Иду-Терес Карлсон.

### Олимпийские игры 2012 года
На Олимпийских играх 2012 года в полуфинале победила колумбийку Жаклин Рентерию, но в финале проиграла представительнице Японии Саори Ёсиде.